# Kylian Silvestre
Kylian Alex Ronny Silvestre (* 16. August 2002 in Gonesse) ist ein französischer Fußballspieler.

## Karriere
Silvestre begann seine Karriere bei der AJ Auxerre. Zur Saison 2019/20 rückte er in den Kader der Reserve des Teams. Bis zum COVID-bedingten Saisonabbruch absolvierte er neun Spiele in der National 3, mit Auxerre B stieg er in die vierte Liga auf. In dieser absolvierte er in der Saison 2020/21 sechs Spiele. In der Saison 2021/22 kam er zu 25 Einsätzen, in denen er achtmal traf. Im Januar 2023 stand er erstmals im Kader der Profis, zu einem Einsatz sollte er aber nie kommen. Für die Reserve erzielte der Angreifer in der Saison 2022/23 vier Tore in 24 Viertligaspielen. In der Saison 2023/24 machte er vier Tore in 19 Einsätzen für Auxerre B.
Im August 2024 wechselte Silvestre zum österreichischen Zweitligisten SV Lafnitz, bei dem er einen bis 2026 laufenden Vertrag erhielt. Sein Debüt in der 2. Liga gab er im August 2024, als er am dritten Spieltag der Saison 2024/25 gegen Admira Wacker in der 65. Minute für Andreas Radics eingewechselt wurde. Für Lafnitz kam er zu elf Einsätzen in der 2. Liga, aus der das Team aber zu Saisonende abstieg.
Im August 2025 kehrte Silvestre daraufhin nach Frankreich zurück und wechselte zu Viertligist US Granville.